# Lóczy-barlang
A Lóczy-barlang Magyarország fokozottan védett barlangjai közül az egyik, de régészeti védelem alatt is áll. Magyarország egyik turisztikai célra kiépített és bárki által megtekinthető barlangja. Neve Lóczy Lajos emlékét őrzi.

## Leírás
A Balaton-felvidéki Nemzeti Parkban, a Balatonfüred északi szélén emelkedő Tamás-hegy lábánál, a Kéki-völgyben található. Jelenlegi bejárata mesterséges és eredetileg egy régi kőfejtő oldalában nyílt; 2021. július 13. óta az előterében kialakított látogatóközpont belső teréből érhető el. A 20. században két másik kapcsolata is volt a külvilággal, de ezeket a kijáratokat időközben lezárták.
Középső triász mészkő és márga határán keletkezett a pleisztocénben alulról előtörő meleg vizek miatt. Alsó részei kizárólag márgában jöttek létre. Látványosak kőzetének dőlt, vékony és közvetlenül egymásra települt rétegsorai, a hévizek által kioldott gömbfülkék, valamint a néhány helyen rejtve, a Kristály-üregben még fellelhető aragonit kristályok csoportjai. Sok aragonit kőrózsa díszítette régen járatait, amelyek azonban már nincsenek a helyükön. Cseppkövek nem figyelhetők meg benne. Végpontján van a Vizes-üreg nevű rész, amelynek alján a karsztvízszint ingadozása miatt néha víz található. Itt valamikor nagy szén-dioxid tartalmú a levegő. Meghatározott időben bárki megtekintheti az oda-vissza 120 m hosszú és villanyvilágítással láthatóvá tett részét. A barlangi idegenvezető által vezetett túra 20–30 percig tart.

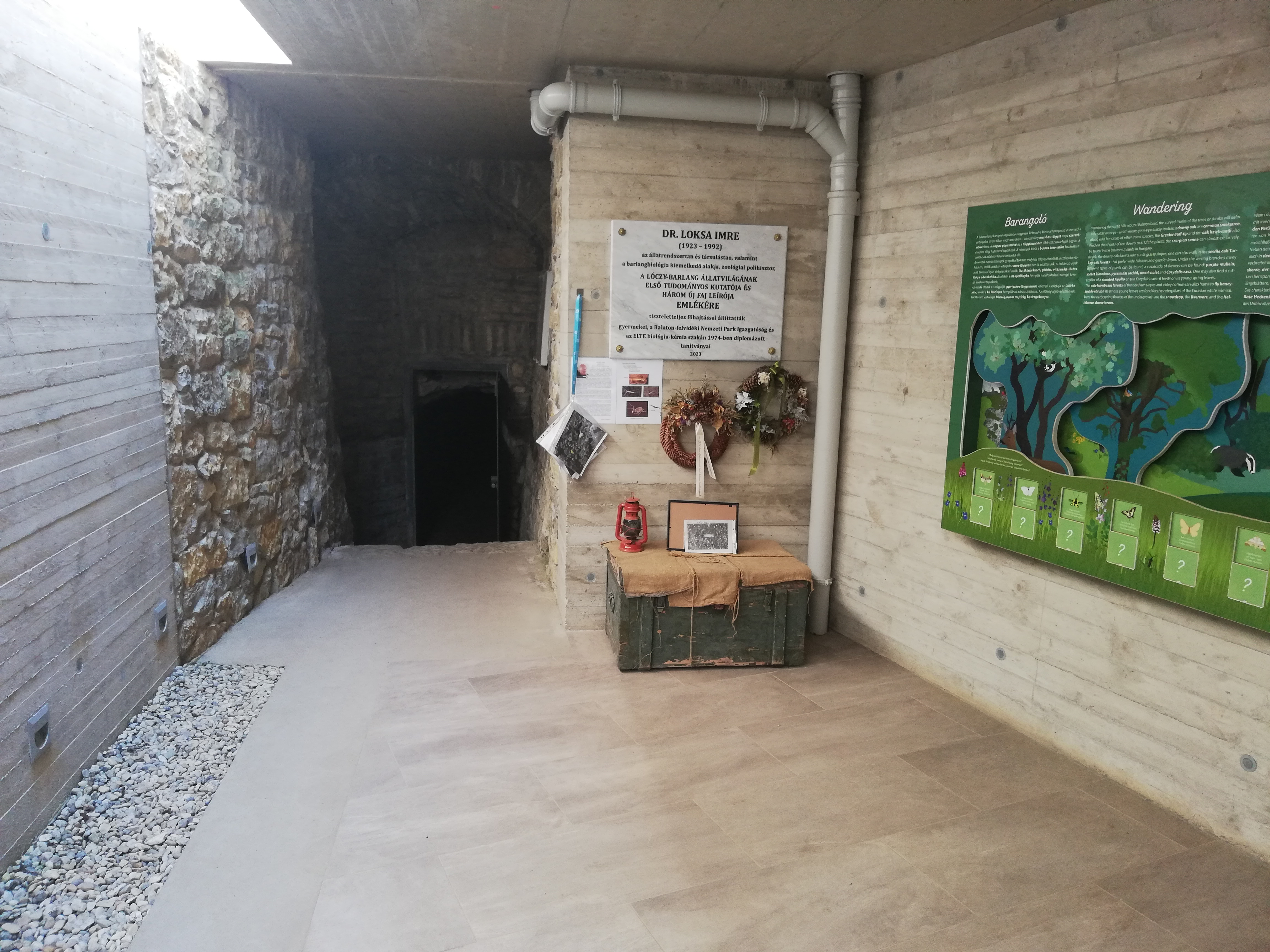
A barlang bejárati előtere a 2021-ben átadott látogatóközpont épületén belül

A barlang neve a Balatonarácson elhunyt, eltemetett és a szervezett barlangkutatásért sokat tett Lóczy Lajos emlékét őrzi. 1930. július 7-én a Balatoni Szövetség adta a barlangnak a Lóczy-barlang nevet Kadić Ottokár javaslata alapján. Előfordul a Lóczy-barlang az irodalomban Balatonfüredi-cseppkőbarlang (Hazslinszky 2003), Balatonfüredi cseppkőbarlang (Kordos 1984), Balatonfüredi Lóczy-barlang (Neidenbach, Pusztay 2005), Füredi barlang (Kadić 1930), Füredi-cseppkőbarlang (Eszterhás 1984), Füredi cseppkőbarlang (Kordos 1984), Lóczi-barlang (Bertalan, Kordos, Országh 1976) és Lóczy Lajos-barlang (Eszterhás 1984) neveken is.

## Kutatástörténet
Kőbányászat közben, 1882 októberének végén fedezték fel, és a barlang első írott említése is ebben az évben történt (a Veszprém című hetilapban). A felfedezők, azaz a kőfejtő dolgozói sok borsókövet láttak hosszú járataiban szűk bejáratán leereszkedve. Bejárata ekkor kb. 80 cm átmérőjű, bejárati aknája kb. 4 m mély volt. A 20. század első évtizedében a település vezetősége betömette a barlangot, mert balesetveszélyes volt a járatokat megtekinteni akaró gyerekekre. A látogatók sok ásványi alakzatot is gyűjtöttek benne, így feltáráskor talált képződményeiből a 21. századra szinte semmi sem maradt meg.
Elzárt bejárati kürtőjét Kéry Gábor tette újra járhatóvá, majd 1930 nyarán, június 22-től július 3-ig Kadić Ottokár tudományosan is átkutatta az üregrendszert és új részeket fedezett fel. Kadić Ottokár munkájára azért volt szükség, mert id. Mangold Gusztáv, majd Kéry Gábor is kérelmezte a barlang vizsgálatát és kiépítését a Földtani Intézettől, hogy az bárki számára veszély nélkül járható és megtekinthető legyen. Kadić Ottokár is arra a megállapításra jutott, hogy érdemes és kivitelezhető a barlang turisztikai kiépítése, valamint javasolta azt is, hogy Lóczy-barlang legyen a neve. Úgy vélte, hogy régészeti és őslénytani leletek előkerülése nem várható a barlangból, mivel az az 1882-ben történt felfedezéséig járhatatlan volt. Turisztikai hasznosítás lehetősége érdekében javasolta új bejárat kialakítását, a járatokban felhalmozódott kőtörmelék eltávolítását, továbbá autóút építését a bejárathoz és elektromos áram elvezetését a barlangig. Az 1932-ben napvilágot látott, Természetvédelem és a természeti emlékek című könyvben meg vannak ismételve a könyv 1931. évi kiadásának Lóczy-barlangot tárgyaló részei.

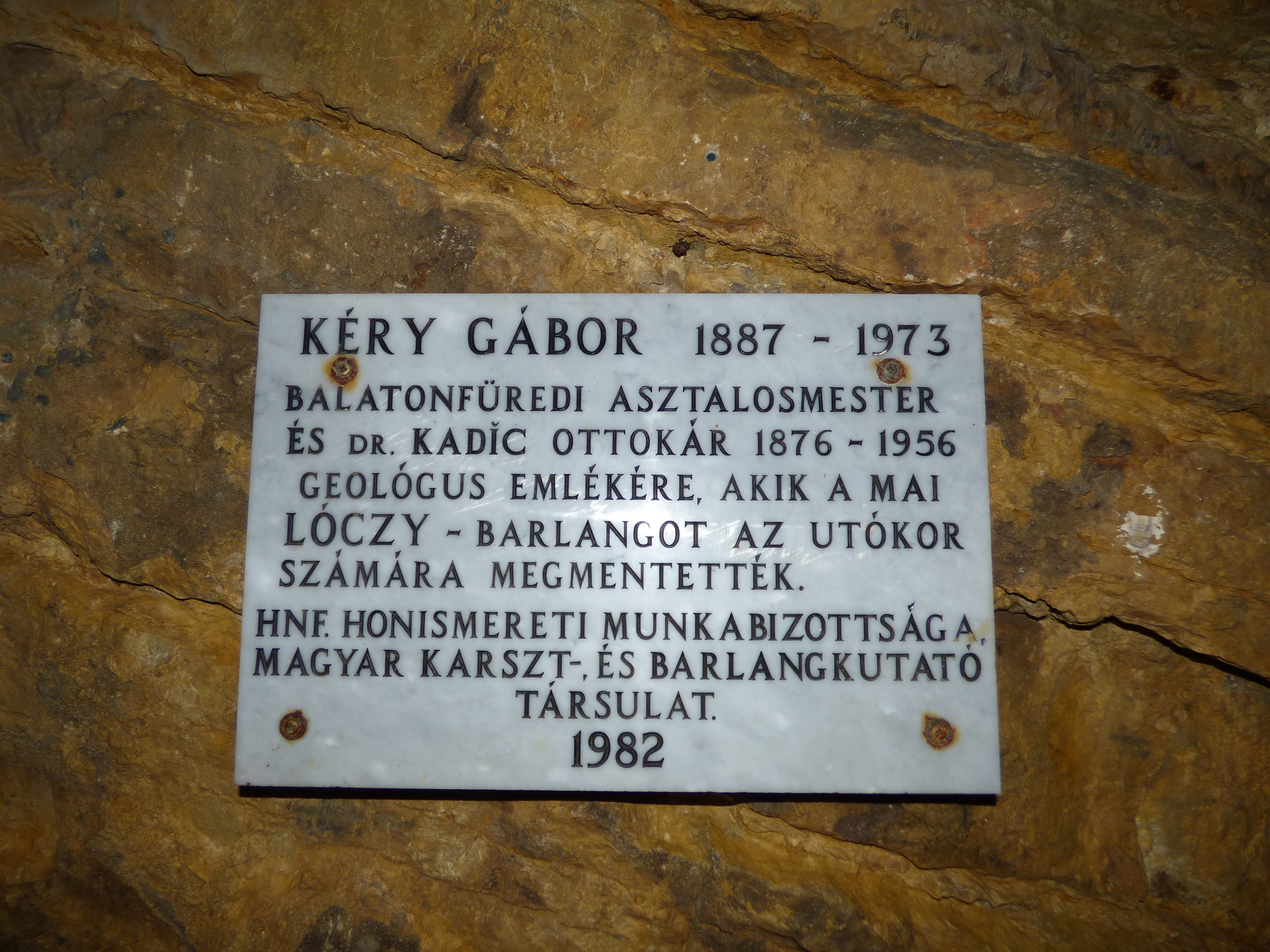
Kéry Gábor emléktáblája a Lóczy-barlangban

Az 1932-ben kiadott, Az Aggteleki cseppkőbarlang és környéke című könyvben, a Bakony hegység barlangjairól szóló részben szó van arról, hogy Balatonfüreden, a Tamás-hegy aljában fedezték fel a Lóczy-barlangot. A barlangba 2 m mély kürtőn át kell leereszkedni. A barlang rögtön az elején háromfelé ágazik. Kaán Károly szerint a bal oldalon lévő egyik alacsony nyíláson keresztül csarnokszerűen nagy üregbe lehet jutni, amely szűkké válik az alsó végén és egy kisebb teremhez csatlakozik. A másik ág a nagy csarnokkal párhuzamosan húzódik. Ez az ág egy fokozatosan alacsonyodó folyosó, amelyet néhány nyílás kapcsol össze a nagy csarnokkal. A harmadik ág a barlang elején kezdődik. Alacsony rés vezet egy üregbe, amelynek falai kelvirágszerű bekérgezésekkel vannak díszítve. Ebből az üregből lefelé keskeny és szűk, ismeretlen hosszú folyosó vezet a még fel nem tárt további részekbe.
Az 1933. évi Barlangvilágban meg van említve, hogy a Szemlő-hegyi-barlangban lévő Örvény-folyosóban található szép eróziós kivájásokhoz hasonló kiöblösödéseket figyelt meg Kadić Ottokár a Balatonfüreden lévő és tavasszal átvizsgált Lóczy-barlangban. 1934. szeptember 16-tól 1934. november 2-ig Kadić Ottokár irányításával folytatódott a barlang kulturált módon történő megtekintéséért folytatott munka. Ennek során a bejárati tárót szélesítették, a Lejtős-folyosó szűk részét robbantással tágították és kihordták a barlangban felhalmozódott törmeléket. Végül egy harmadik, kényelmesebb bejáratot robbantottak, miközben a két régit megszüntették, illetve lépcsőket és elegyengetett járófelületeket hoztak létre. Ebben az évben Kadić Ottokár felmérte a barlangot és elkészítette a barlang részletes alaprajz térképét és 26 keresztszelvény térképét.
A látogatásra alkalmassá átalakított természeti értéket 1934 októberében Kadić Ottokár átadta a barlang üzemeltetésére és gondozására alakult Balatoni Bizottságnak, amelynek elnöke Mesterházy Ferenc volt. A barlang első felügyelője és barlangi vezetője Kéry Gábor lett. 1935 tavaszán Lóczy Lajos emlékére márvány emléktáblát helyeztek el bejáratában és a turisztikai látnivalóig jól kiépített autóutat építettek, amelyek leginkább a Magyar Barlangkutató Társulat Balatoni Bizottságának érdemei. Gedeon Tihamér megállapította a kőrózsákról, hogy azok anyaga aragonit. A Barlangvilág 1935. évi évfolyamában részletes leírást publikált Iván József a barlang történetéről. Az összefoglaló munka a barlang belsejét ábrázoló két fénykép mellett a Kadić Ottokár által végzett felmérésen alapuló, Járosy László által készített alaprajz térképet is tartalmazza.

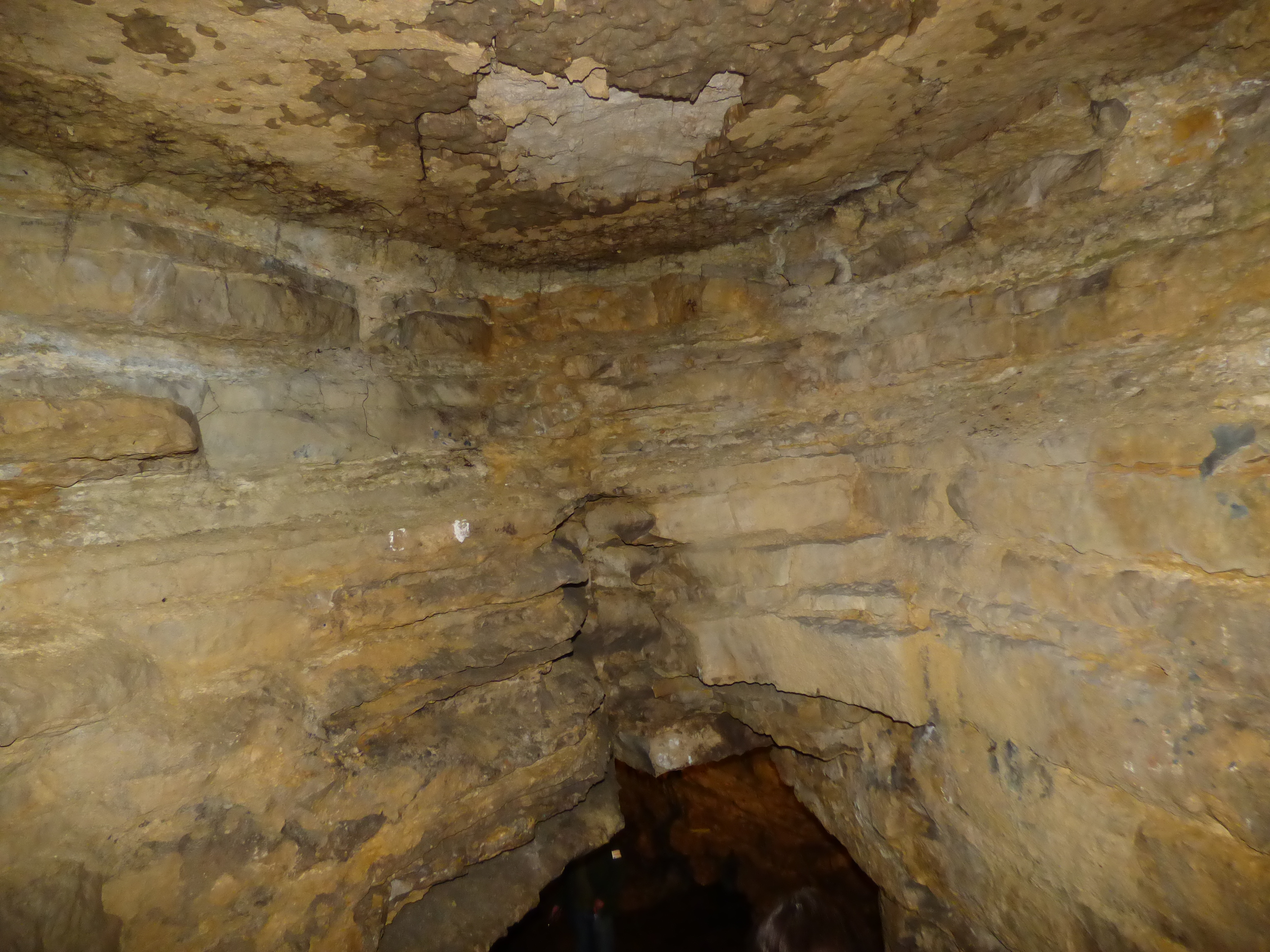
A Lóczy-barlang bejárati szakasza 2016-ban

1938. szeptember 3-án Bertalan Károly járt a barlangban és feljegyezte, hogy a barlang nagyon elhanyagolt. Leírása szerint hiányzott ajtaja, bejárata részben betemetődött és nagyon törmelékes volt belseje is. Az 1940. augusztus 24-i Országjárásban az olvasható, hogy a barlang annyira el van hanyagolva, hogy a magyar tudománynak ez az örökbecsű kincse majdnem megközelíthetetlen a felhalmozódott kavicstörmelék miatt. Nagyon jó lenne, ha az illetékes hatóságok megtennék a szükséges intézkedéseket, hogy a barlang újra fel legyen tárva és meg legyen nyitva. A második világháború után is gazdátlan volt sokáig. Az 1941-ben publikált Magyar turista lexikonban külön szócikke van a barlangnak. A kiadványban szó van arról, hogy Balatonfüred határában, a Tamás-hegy aljában helyezkedik el a Lóczy barlang. Id. Lóczy Lajos nevét adták a barlangnak. A barlangot 1894-ben fedezték fel. 1930-ban, majd 1934-ben kutatták a barlangot. A barlangból nem került elő olyan lelet, mely őslénytani és ősrégészeti szempontból értékes. A barlangot különleges formája és a falakat díszítő kőrózsák, melyek aragonitból jöttek létre, teszik értékessé.
Az 1948. évi Hidrológiai Közlönyben meg van említve, hogy a Dunántúli-középhegységben található magasan elhelyezkedő forrásbarlangi nyílások közül egyik a balatonfüredi Lóczy barlang. 1951 óta áll régészeti védelem alatt. 1952-ben néhány csoportot vezetett a Veszprém Megyei Idegenforgalmi Hivatal a barlang megtekintésére, a következő évben pedig elkészült a villanyvilágítás kiépítése is, amit eredetileg 1936-ban terveztek megvalósítani, hogy így tegyék élvezhetőbbé megtekintését. A villanyvilágítást 1953. augusztus 20-án avatták fel ünnepélyesen. Az 1955-ben megjelent Balatonfelvidék útikalauz leírása szerint 120 m a barlang hossza.
1956-ban a világítás elromlott és 1958-ban javították meg. Leél-Őssy Sándor a Földrajzi Értesítő 1958. évi évfolyamában megjelent tanulmányában már több mint 120 m hosszúnak írta le. 1960-ban jelent meg Loksa Imre tanulmánya a barlang faunájáról és ökológiai jellemzőiről, amely szerint 20 gerinctelen faj volt található a barlangban. A Magyarország barlangjai című könyv szerint 21 állatfajt határozott meg belőle Loksa Imre, melyek közül 3 új, korábban nem ismert faj volt. A lábaspotrohú rovarok 2 igazi barlanglakó faját mutatta ki a barlangból, a Breviantennata Loksa és az Eutrichocampa paurociliata fajokat. 1960. augusztus 14-től 28-ig az MKBT miskolci csoportjának Borbély Sándor által vezetett barlangkutatói ismét felmérték a barlangot, illetve javaslatot készítettek további kutatására, kiépítésére és a kis teljesítményű villanyvilágítás problémájának megoldására a Veszprém Megyei Idegenforgalmi Hivatal részére. A javaslatot a hivatal elfogadta.

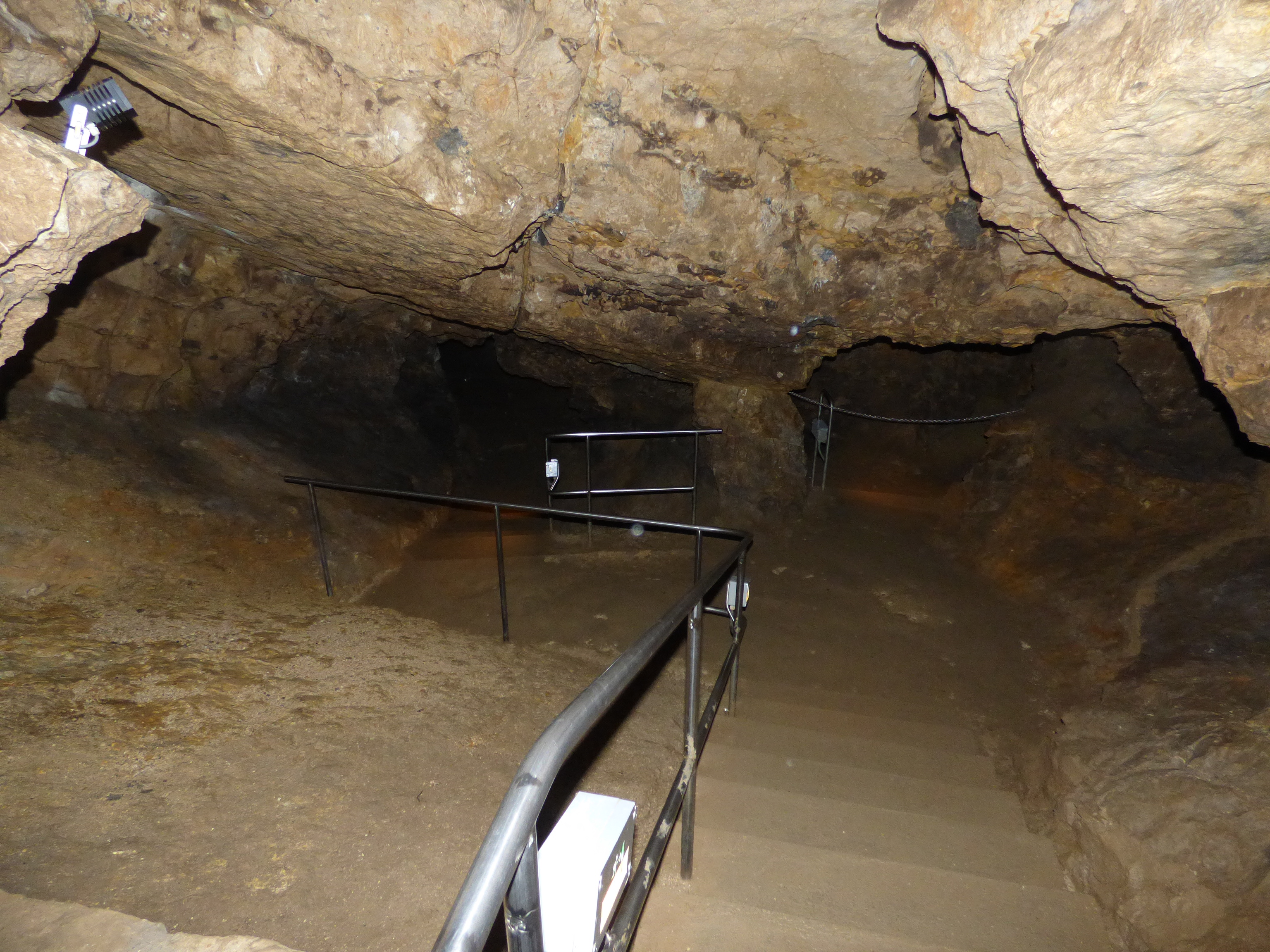
Részlet a Lóczy-barlangból

1961 szeptemberében felújították a világítást és 1700 watt teljesítményű világításra váltottak. Ennek hatására azonban az 1970-es évekre nagy felületeket borított be a világítótestek környezetében a lámpaflóra, vagyis mohák és algák nőtték be a természetes kőzetfelszíneket a nagy teljesítményű fényforrások látogatási időben történt állandó működtetése miatt.
1964-ben a Lóczy Lajos Barlangkutató Csoport végzett benne feltáró munkát. 1976-ban az Elágazásban végeztek mennyezetbiztosítási munkákat. A Bertalan Károly és Schőnviszky László által összeállított, 1976-ban megjelent Magyar barlangtani bibliográfia barlangnévmutatójában meg van említve a Balaton-felvidéken lévő, balatonfüredi barlang Lóczy-barlang néven. A barlangnévmutatóban fel van sorolva 28 irodalmi mű, amelyek foglalkoznak a barlanggal. Az irodalmi művek közül az egyik kérdőjellel van jelölve. 1976-ban vált országos jelentőségű barlanggá a 4400-as (Bakony) barlangkataszteri területen lévő, balatonfüredi Lóczi-barlang. Az 1976-ban összeállított, országos jelentőségű barlangok listájában lévő barlangnevek pontosítása után, 1977. május 30-án összeállított, országos jelentőségű barlangok listáján rajta van a Bakony hegységben, Balatonfüreden található barlang Lóczy-barlang néven.
Az 1977. évi Karszt és Barlangban megjelent, Bajomi Dániel által írt tanulmány szerint Eutrichocampa paurociliata nevű és Plusiocampa breviantennata nevű lábaspotrohú rovarok, valamint Pseudosinella argentea nevű ugróvillás rovar előfordul a Lóczy-barlangban. A tanulmányban van egy Magyarország térkép, amelyen a Magyarországon lévő, biológiailag kutatott barlangok földrajzi elhelyezkedése figyelhető meg. A térképen látható a biológiailag részlegesen feldolgozott Lóczy-barlang földrajzi elhelyezkedése. 21 állatfaj lett meghatározva a barlangból. A folyóirat 1977. évi különszámába bekerült a tanulmány angol nyelvű változata. Ebben a tanulmányban is közölve lett a térkép, amelyen Lóczy a barlang neve.

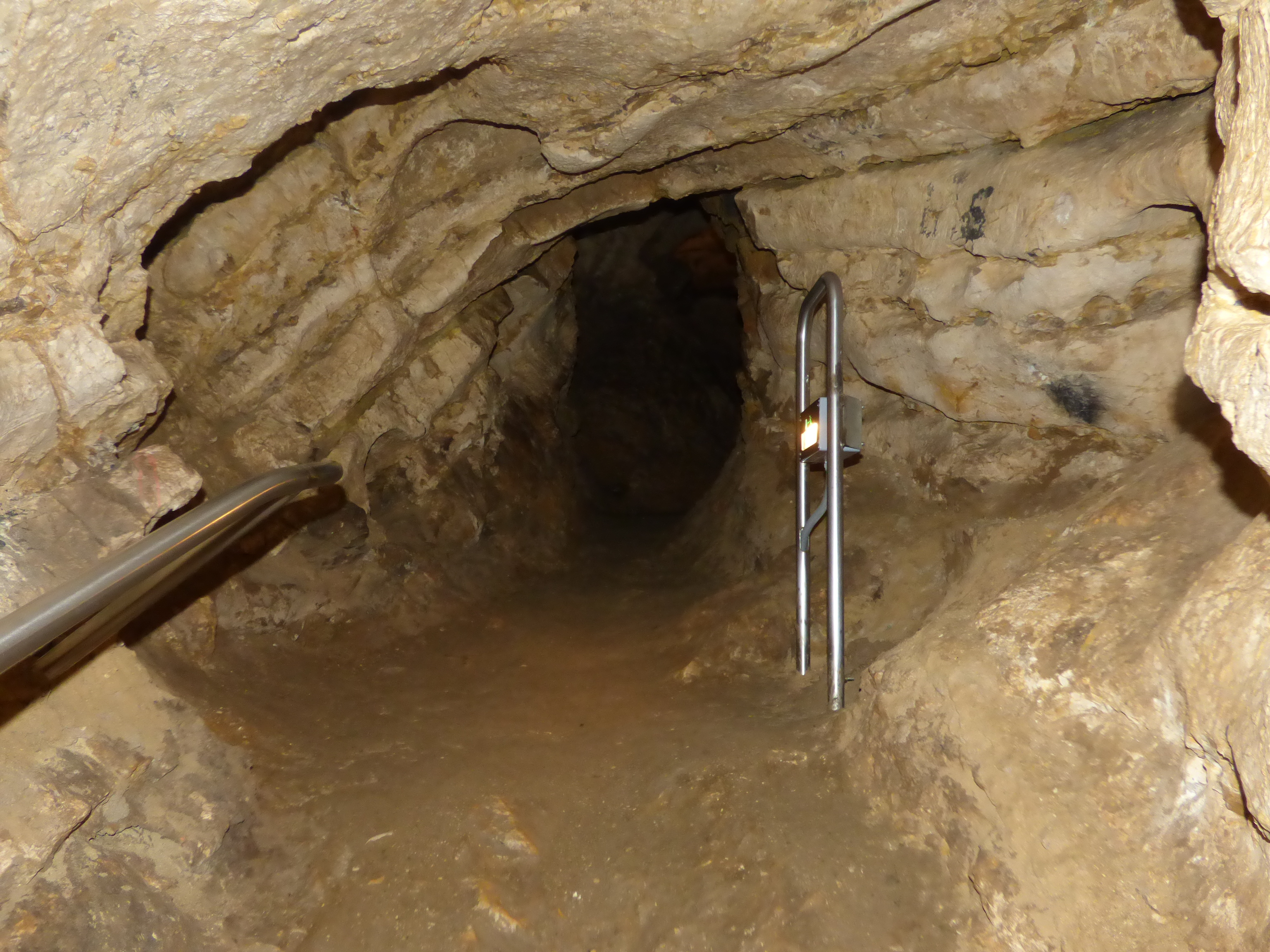
Részlet a Lóczy-barlangból

Az 1980. évi Karszt és Barlang 1. félévi számában publikálva lett, hogy a kiemelt jelentőségű Lóczy-barlang a 4400-as barlangkataszteri területen (Bakony hegység és É-i előtere) helyezkedik el. A barlangnak 4462/1. a barlangkataszteri száma. Az MKBT Dokumentációs Bizottsága a helyszínen el fogja helyezni, a többi kiemelt jelentőségű barlanghoz hasonlóan, a barlang fémlapba ütött barlangkataszteri számát. A barlangkataszteri szám beütéséhez alapul szolgáló fémlap ugyanolyan lesz mint a többi kiemelt jelentőségű barlang fémlapja.
Az 1980-as évek elején a veszélyessé vált, megrongálódott bejáratát felújították, amelynek költségét a Természetvédelmi Hivatal biztosította. 1982. július 1-től az Országos Környezet- és Természetvédelmi Hivatal elnökének 1/1982. (III. 15.) OKTH számú rendelkezése (1. §. és 3. §., illetve 5. sz. melléklet) értelmében a Bakony hegységben lévő Lóczy-barlang fokozottan védett barlang. Genetikai és morfológiai értékei miatt lett fokozottan védett barlang. Az 1982. szeptember–októberi MKBT Műsorfüzetben meg van említve, hogy a Bakony hegységben található Lóczy-barlang fokozottan védett barlang. A felsorolásban a barlangnevek az MKBT által jóváhagyott és használt helyesírás szerint, javított formában lettek közölve. 1983. április 24-én a bejáratnál emléktáblát avattak fel Kéry Gábor és Kadić Ottokár emlékére, a Hazafias Népfront Honismereti Munkabizottsága és a Magyar Karszt- és Barlangkutató Társulat együttműködésében. A táblán 1982-es évszám olvasható. A bejárat 1982-ben történt átépítésekor összetört Lóczy Lajos 1935-ben elhelyezett emléktáblája.
Az 1984-ben megjelent, Magyarország barlangjai című könyvben az szerepel, hogy a Lóczy-barlang 130 m hosszú és 19,3 m mély. Publikálva lett a könyvben a barlang Nagy Géza által 1976-ban készített alaprajz térképe. A Pál-völgyi-barlanghoz képest, a magyarországi kiépített barlangokat figyelembe véve, csak a Lóczy-barlangnak van kevesebb látogatója (11 386 fő). A kiadványban van egy Magyarország térkép, amelyen a Magyarországon lévő, biológiailag kutatott barlangok földrajzi elhelyezkedése figyelhető meg. A térképen látható a biológiailag részlegesen feldolgozott Lóczy-barlang földrajzi elhelyezkedése. Az országos barlanglistában szerepel a barlang Lóczy-barlang néven, Balatonfüredi cseppkőbarlang és Füredi cseppkőbarlang névváltozatokkal. A listához kapcsolódóan látható a Déli-Bakony, a Balaton-felvidék és a Keszthelyi-hegység barlangjainak földrajzi elhelyezkedését bemutató 1:500 000-es méretarányú térképen a barlang földrajzi elhelyezkedése.

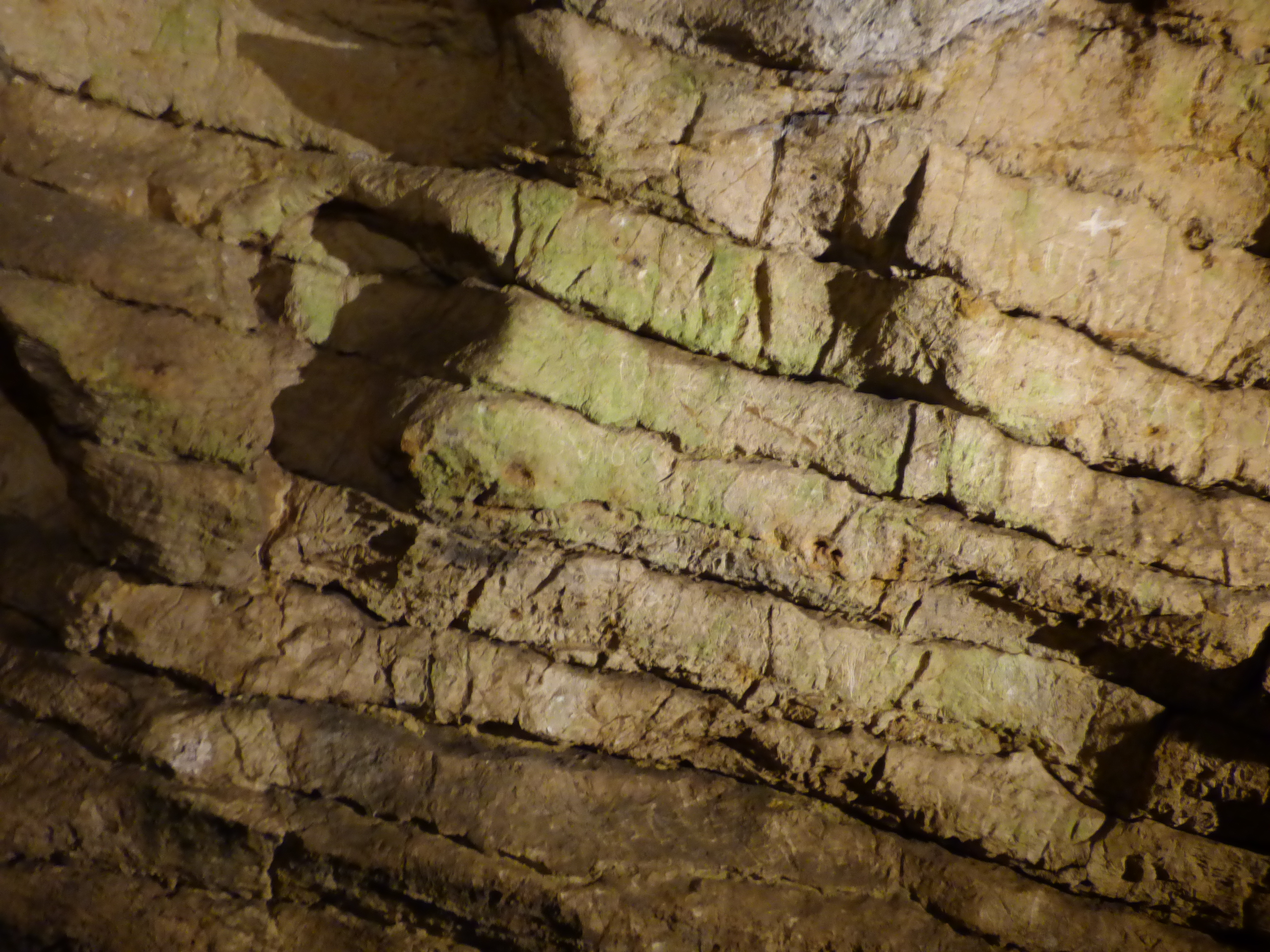
Algás falrész a Lóczy-barlangban

Az 1984-ben napvilágot látott, Lista a Bakony barlangjairól című összeállítás szerint a Balaton-felvidéken, a 4460-as barlangkataszteri tájegységben, Balatonfüreden helyezkedik el a Lóczy-barlang, amelynek további nevei Lóczy Lajos-barlang és Füredi-cseppkőbarlang. 4462/1 a barlangkataszteri száma. A karsztos barlang 130 m hosszú és 19 m mély. 9 kiemelt jelentőségű, fokozottan védett barlang van a Bakonyban, amelyek közül egyik a Lóczy-barlang. Az összetört emléktábla 1985. szeptember 28-án került vissza felújítva helyére. Az 1986. évi Karszt és Barlangban megjelent bibliográfia regionális bibliográfia részében szerepel a barlang Lóczy-barlang néven. Az összeállítás szerint a Karszt és Barlangban publikált írások közül 2 foglalkozik a barlanggal.
1989 elején a Balaton-felvidéki Nemzeti Park Igazgatóság elődjének a hatáskörébe került a barlang üzemeltetése. Ekkor egy kis méretű, fából épült kezelőépületet helyeztek el a barlangbejárathoz. 1992-ben az Elágazásban elhelyezett 2 biztosítóívet eltávolították és kőzetcsavarokkal helyettesítették funkcióját. 1993-ban a teljes világítórendszert felújították. Korszerű, látványt fokozó, kétirányú és a lámpaflóra létrejöttét megakadályozó világítást kezdtek el használni, a barlangi környezetbe nem illő vezetékeket pedig elrejtették. 1998-ban Szabó Zoltán szerkesztette meg a barlang alaprajz térképét. 2000-ben a Balaton-felvidéki Nemzeti Park Igazgatóság korszerűsítette a bejárat közvetlen környékét.
2001. május 17-től a környezetvédelmi miniszter 13/2001. (V. 9.) KöM rendeletének értelmében a Bakony hegység területén lévő Lóczy-barlang fokozottan védett barlang. Egyidejűleg a fokozottan védett barlangok körének megállapításáról szóló 1/1982. (III. 15.) OKTH rendelkezés hatályát veszti. A 2003-ban megjelent, Magyarország fokozottan védett barlangjai című könyv szerint a barlang hossza 141,2 m, függőleges kiterjedése 21 m és vízszintes kiterjedése 66 m. 2005. szeptember 1-től a környezetvédelmi és vízügyi miniszter 23/2005. (VIII. 31.) KvVM rendelete szerint a Bakony hegységben lévő Lóczy-barlang fokozottan védett barlang.
A 2005-ben napvilágot látott, Magyar hegyisport és turista enciklopédia című kiadványban önálló szócikke van a barlangnak. A szócikk szerint a Lóczy-barlang fokozott védelem alatt álló és a turizmus számára megnyitott barlang. Balatonfüred határában, a Tamás-hegy alján van a bejárata. A 141 m hosszú barlang triász mészkőben, a feltörő meleg vizek hatására jött létre. Látványossága a befoglaló kőzet gyűrt rétegsora és a jelenleg csak rejtett zugokban megfigyelhető aragonitkristály csoportok. A kőfejtés közben 1882-ben felfedezett barlangot 1934-ben új bejárat kialakítása mellett kiépítették, és a nagyközönség számára megnyitották. Jelenleg csak szezonálisan látogatható a villanyvilágítással ellátott, oda-vissza 120 m hosszú rész. Kadić Ottokár szócikkében meg van említve, hogy Kadić Ottokár feldolgozta és kiépíttette a balatonfüredi Lóczy-barlangot. A 2012–2014. évi Karszt és Barlangban közölve lett, hogy az idegenforgalmi célra hasznosított Lóczy-barlangot 2012-ben 14 890 fő, 2013-ban 16 334 fő, 2014-ben 16 492 fő látogatta meg. 2015. november 3-tól a földművelésügyi miniszter 66/2015. (X. 26.) FM rendelete szerint a Lóczy-barlang (Bakony hegység) fokozottan védett barlang.

## Látogatási statisztika
- 1969: 7 638 fő.
- 1970: 5 500 fő.
- 1971: 8 000 fő.
- 1972: 6 680 fő.

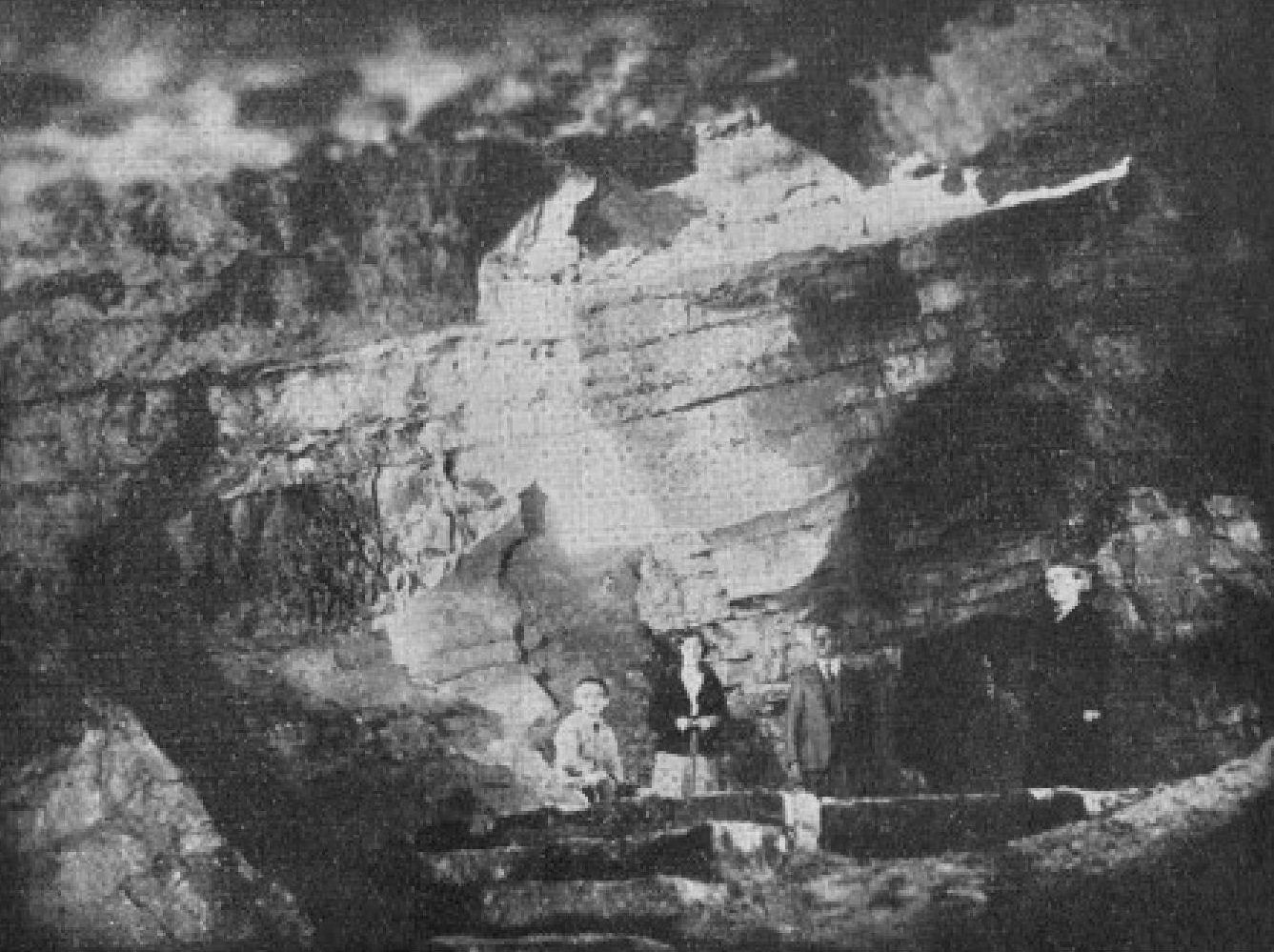
A Felső-terem a Lóczy-barlangban

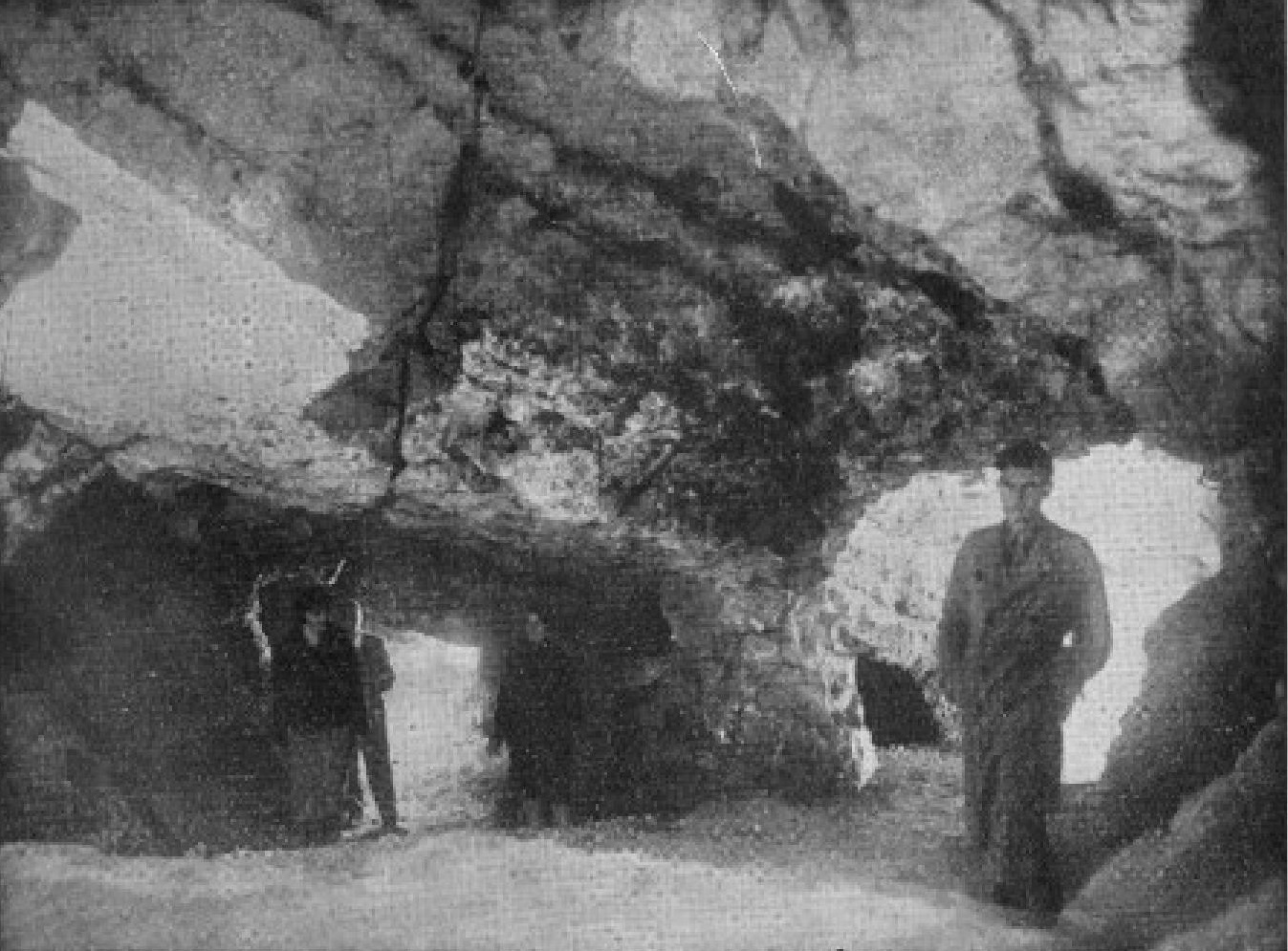
A Lóczy-barlang alsó terme egy régi fényképen

- 1973: 11 894 fő. (1972-höz képest 78,1%-os növekedés)
- 1974: 13 366 fő. (1973-hoz képest 12,4%-os növekedés)
- 1975: 12 678 fő. (1974-hez képest 5,1%-os csökkenés)
- 1976: 11 238 fő. (1975-höz képest 11,4%-os csökkenés)
- 1977: 11 386 fő. (1976-hoz képest 1,3%-os növekedés)
- 1978: 13 984 fő.
- 1979: 15 893 fő. (1978-hoz képest 13,7%-os növekedés)
- 1980: 14 781 fő. (1979-hez képest 7%-os csökkenés)
- 1981: 14 726 fő. (1980-hoz képest 0,5%-os csökkenés)
- 1982: 12 945 fő. (1981-hez képest 12,1%-os csökkenés)
- 1983: 13 833 fő.
- 1984: 14 589 fő. (1983-hoz képest 5,5%-os növekedés)
- 1985: 11 390 fő. (1984-hez képest 21,9%-os csökkenés)
- 1986: 6 587 fő. (1985-höz képest 42,1%-os csökkenés)
- 1987: 4 402 fő. (1986-hoz képest 33,2%-os csökkenés)
- 1988: felújítási munkák miatt zárva volt
- 1989: 6 926 fő.
- 1990. 8 483 fő. (1989-hez képest 22,5%-os növekedés)
- 1991: 8 700 fő. (1990-hez képest 3%-os növekedés)
- 1992: 7 026 fő. (1991-hez képest 19%-os csökkenés)
- 1994: körülbelül 10 000 fő. (1993-hoz képest körülbelül 5%-os növekedés)
- 1995: körülbelül 3 000 fő.
- 1996: 7 241 fő.
- 1997: 3 934 fő. – ennek 54%-a felnőtt és 46%-a gyerek – (1996-hoz képest 46%-os csökkenés)
- 1998: 4 720 fő. (április 15. és október 15. között)
- 1999: 6 200 fő. (április 15. és október 15. között)
- 2000: 6 793 fő.
- 2001: 7 800 fő.
- 2002: 11 032 fő.
- 2003: 8 526 fő.
- 2004: 10 682 fő.
- 2005: 12 141 fő.
- 2006: 13 620 fő.
- 2007: 14 807 fő.
- 2008: 16 914 fő.
- 2009: 18 513 fő.
- 2010: 17 750 fő.
- 2011: 18 513 fő.
- 2012: 14 890 fő.
- 2013: 16 334 fő.
- 2014: 16 492 fő.
- 2015: 16 612 fő.
- 2016: 18 537 fő.
- 2017: 16 576 fő.
- 2018: 14 283 fő.

## Érdekességek
A Pál-völgyi-barlang egyik – jelenleg már csak a régi barlangtani szakirodalomban olvasható – neve szintén Lóczy-barlang. Iván József a barlang felfedezésének idejét mindig (helytelenül) 1894 nyarának írta publikációiban (emiatt sokszor és sokan sokáig ezt az időpontot tartották a felfedezés idejének).

## Képgaléria

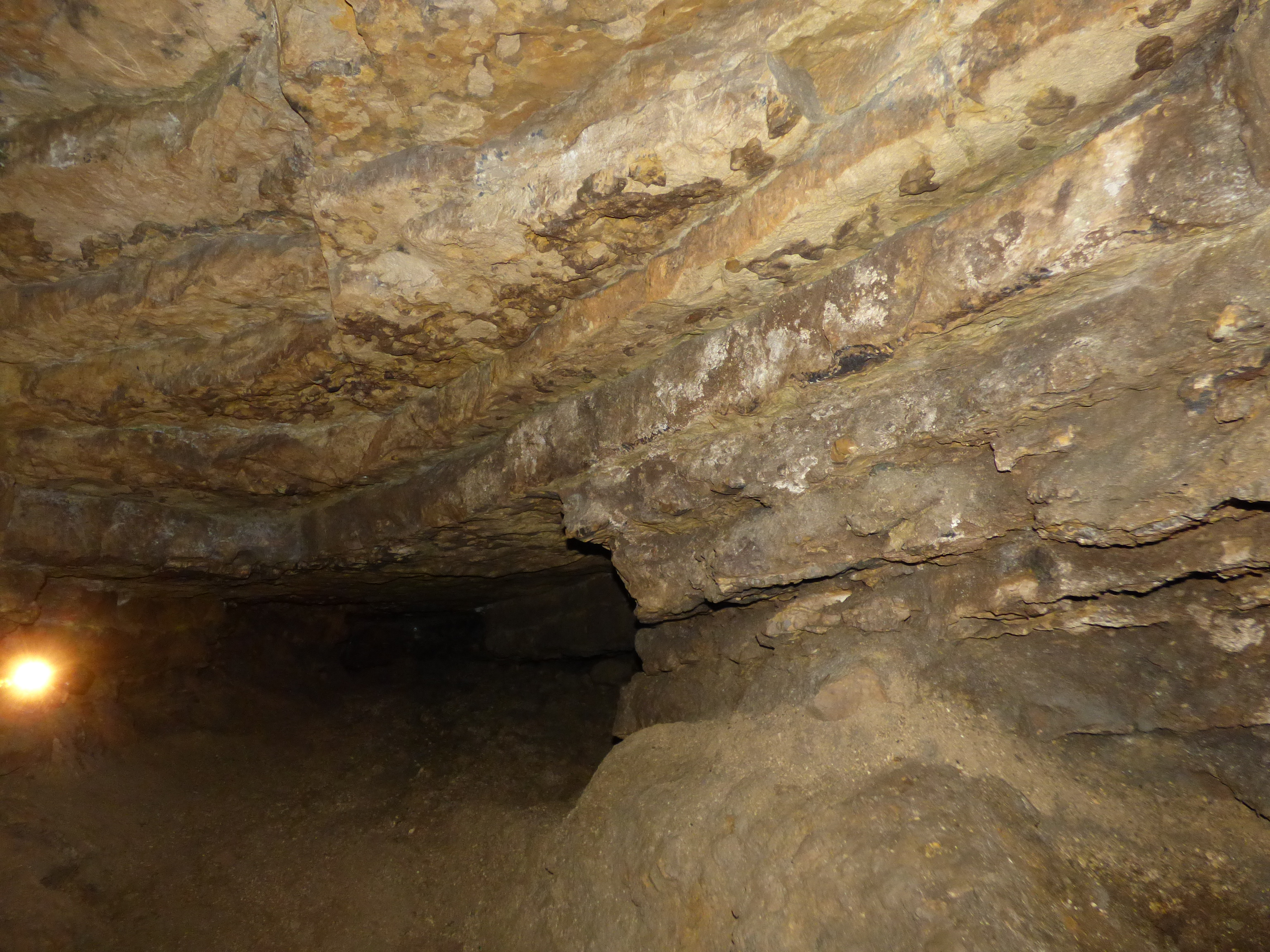
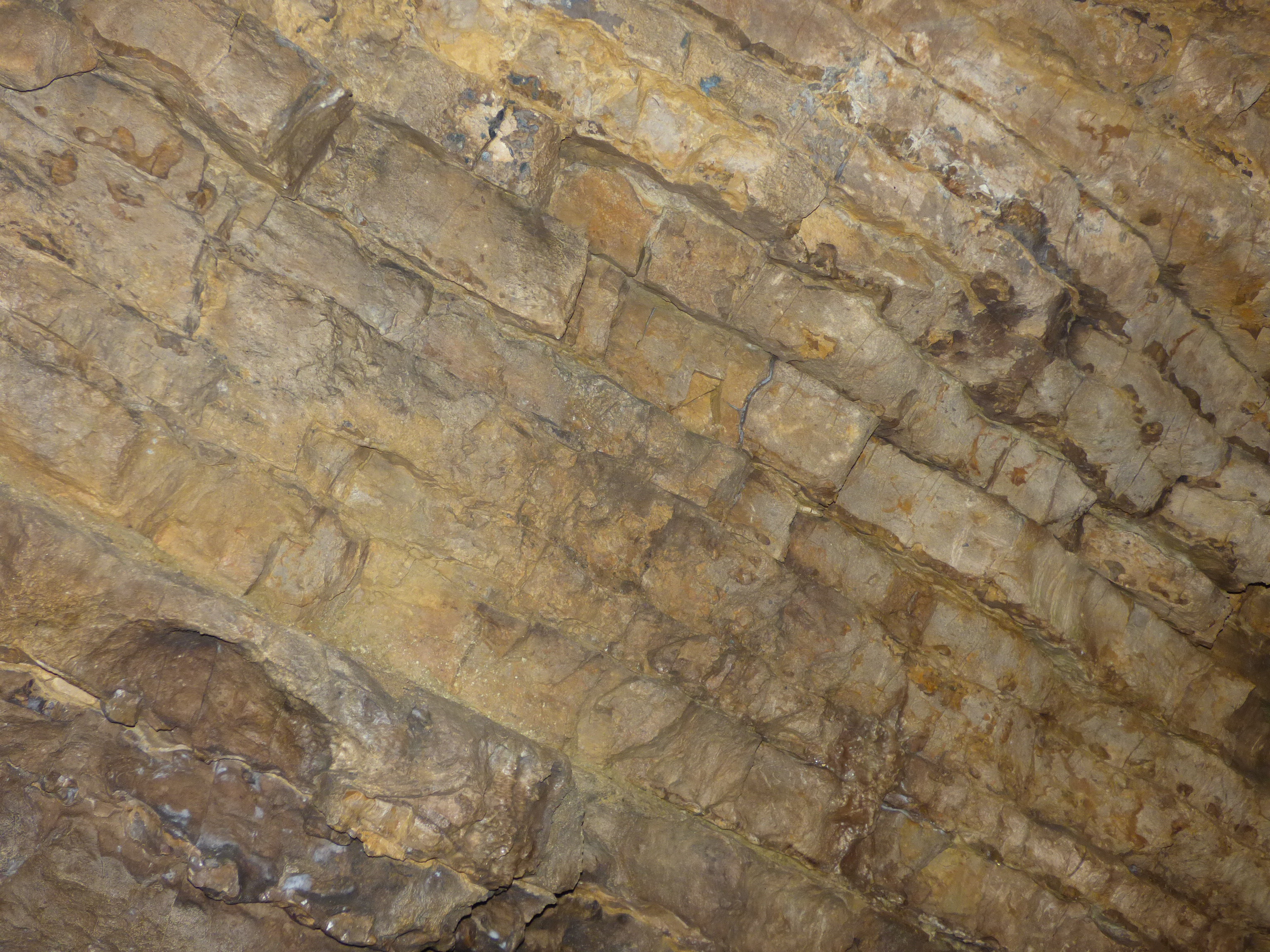
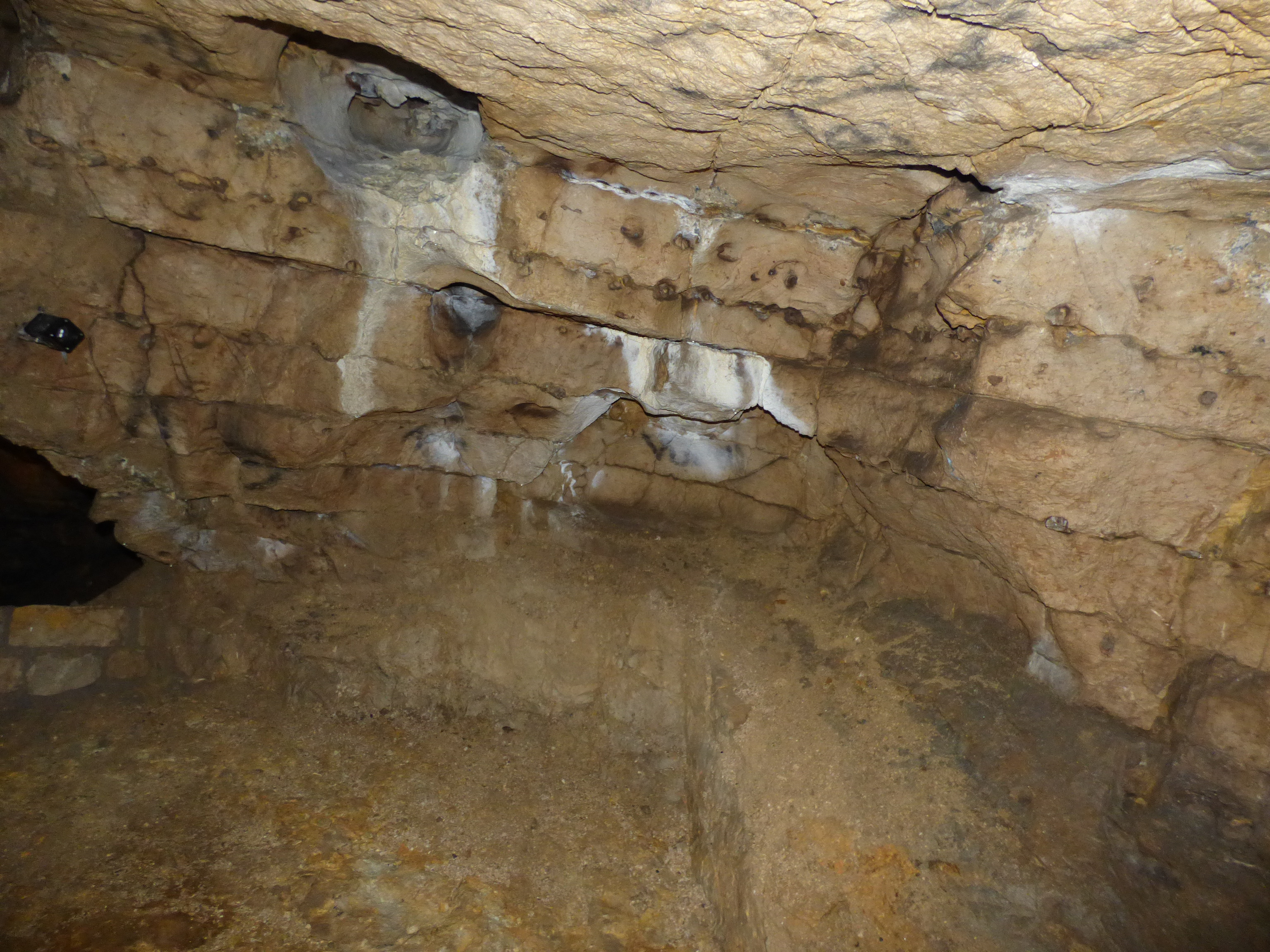
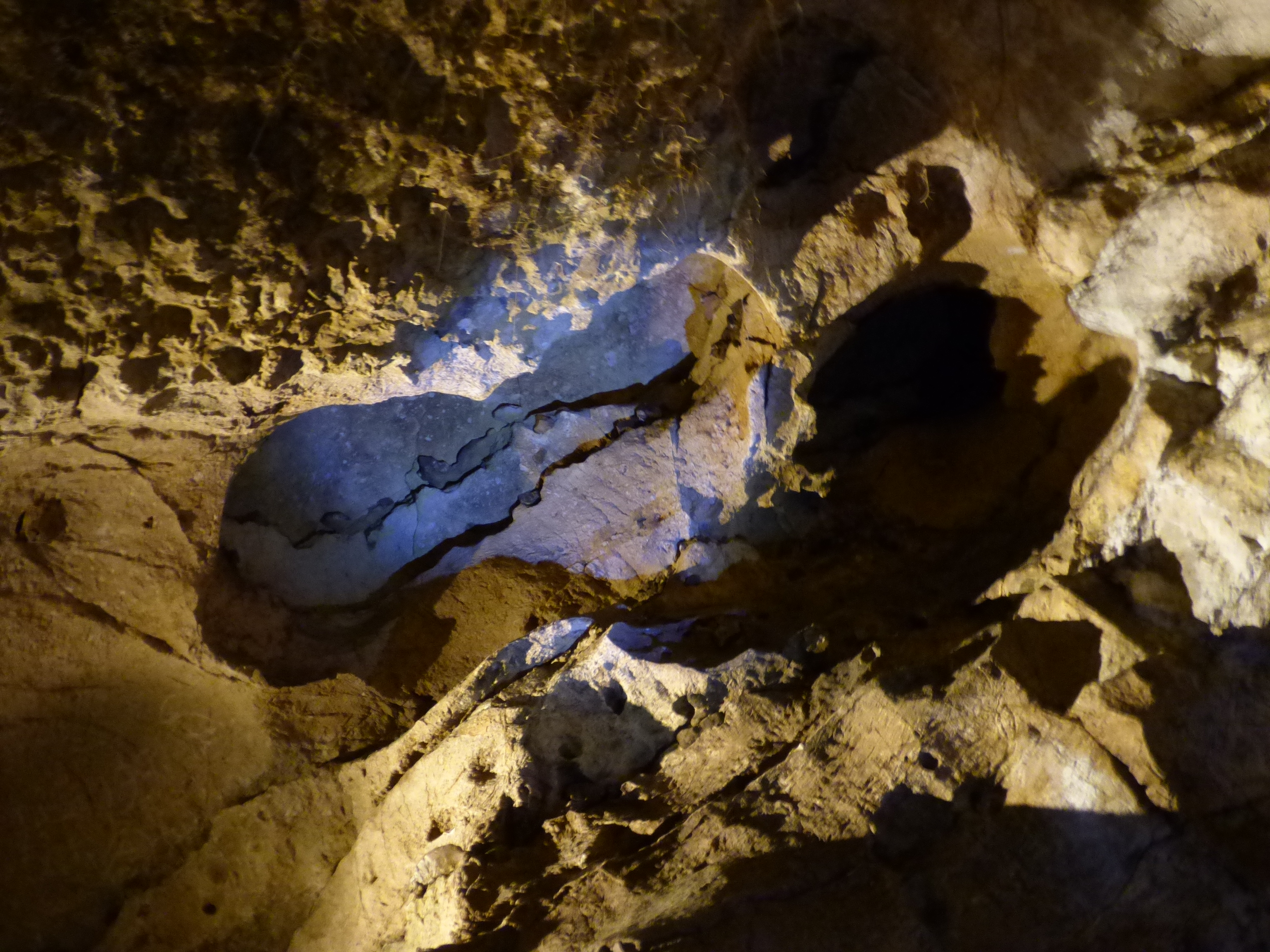
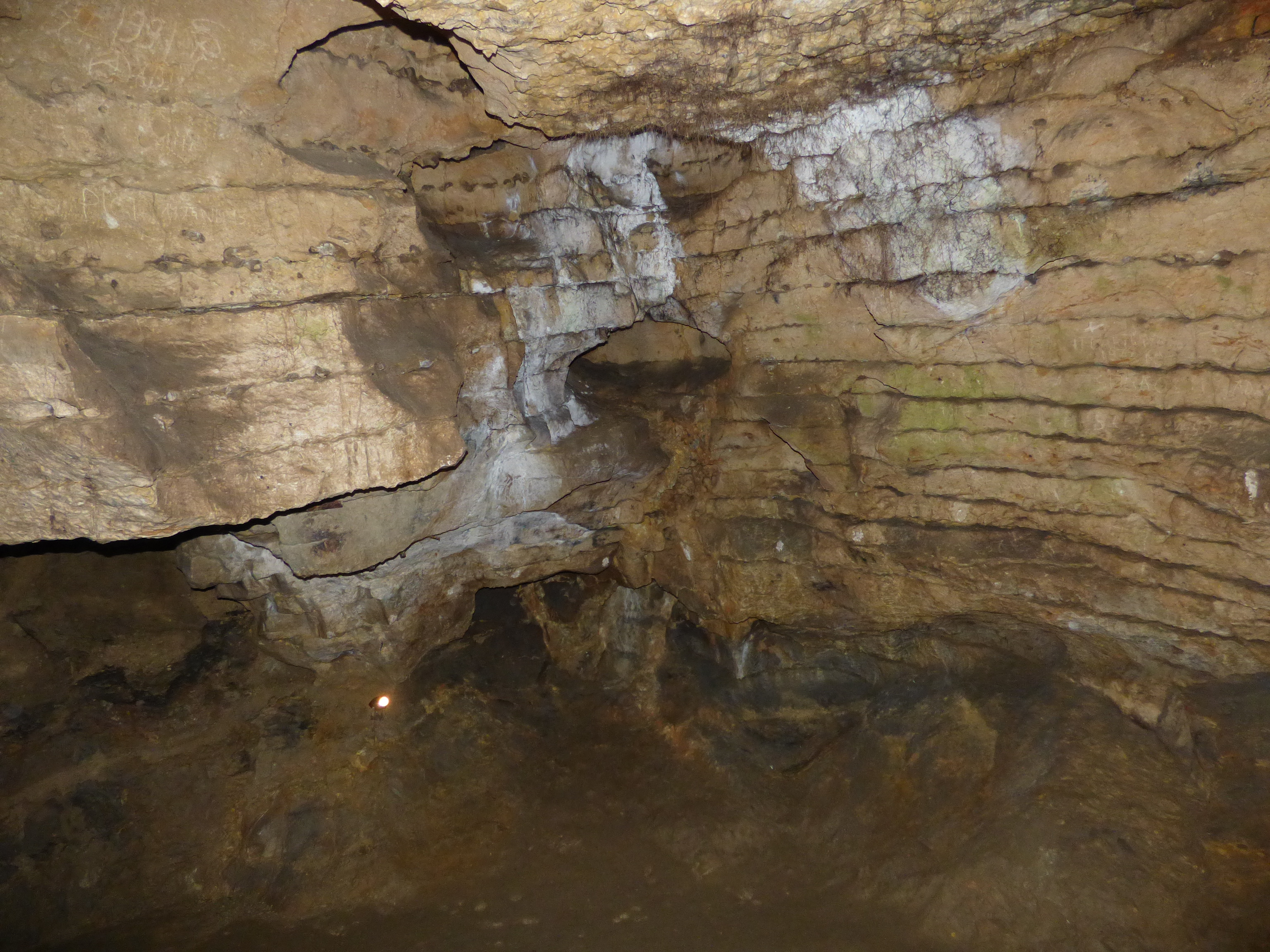
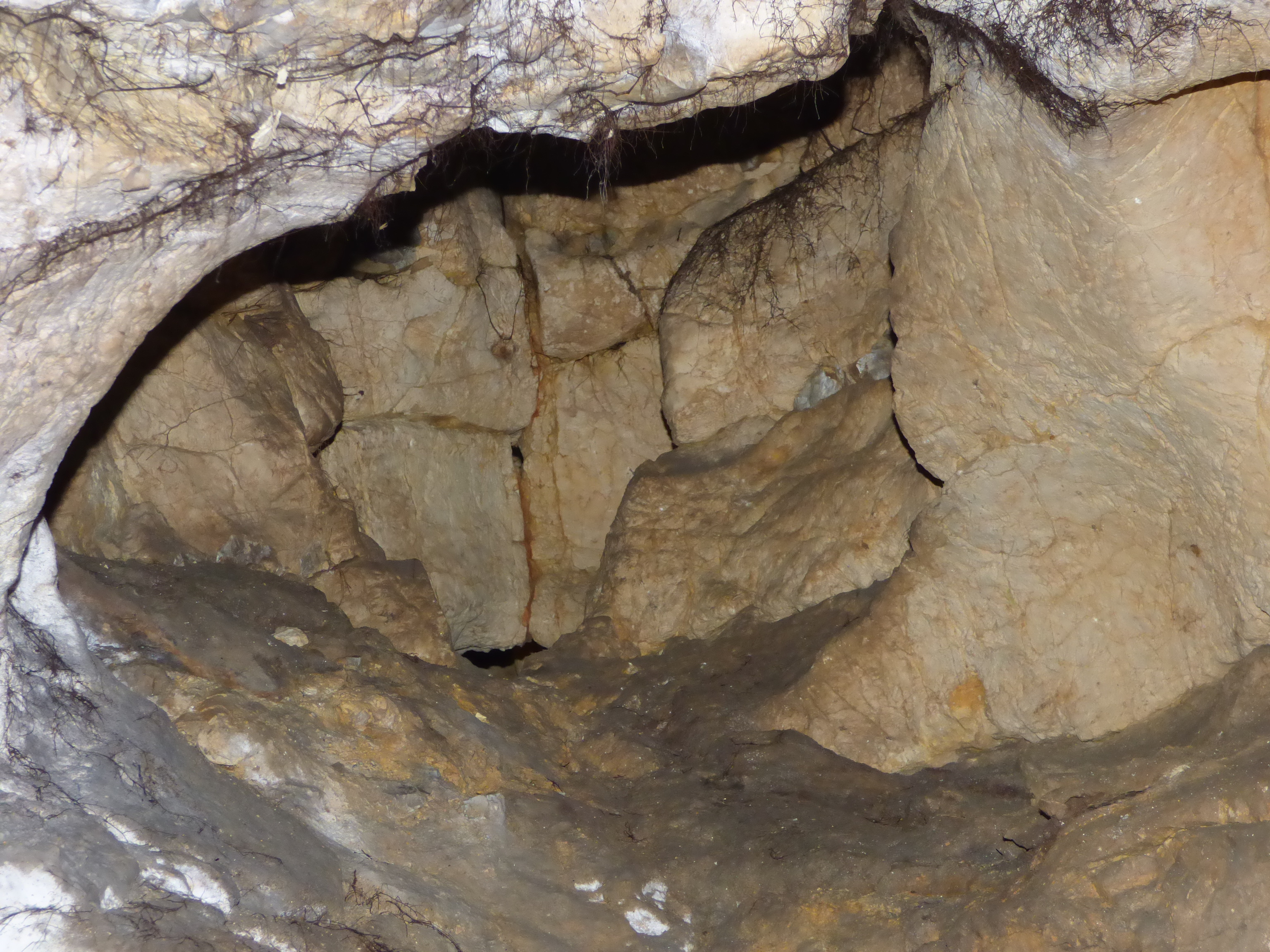
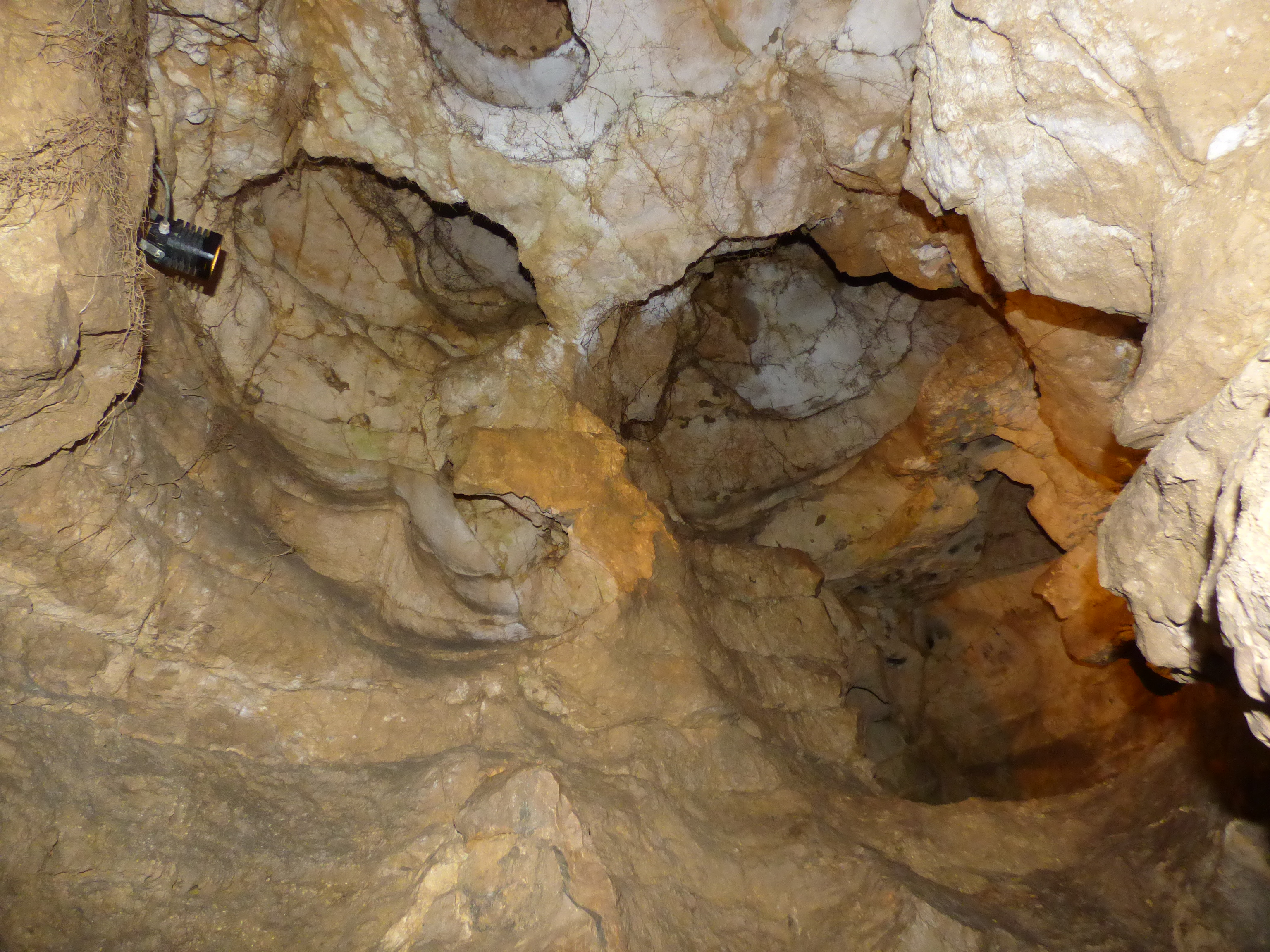
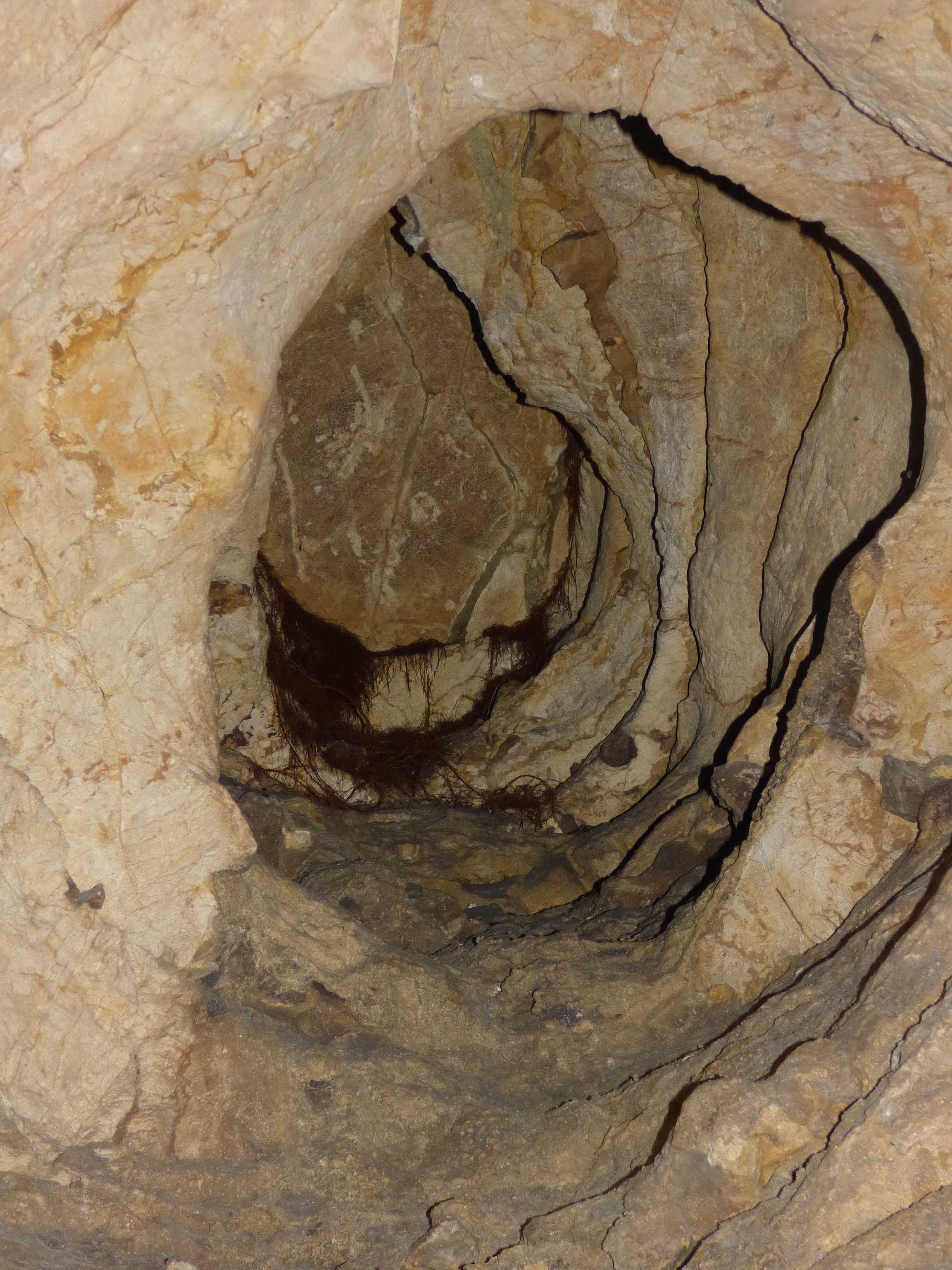
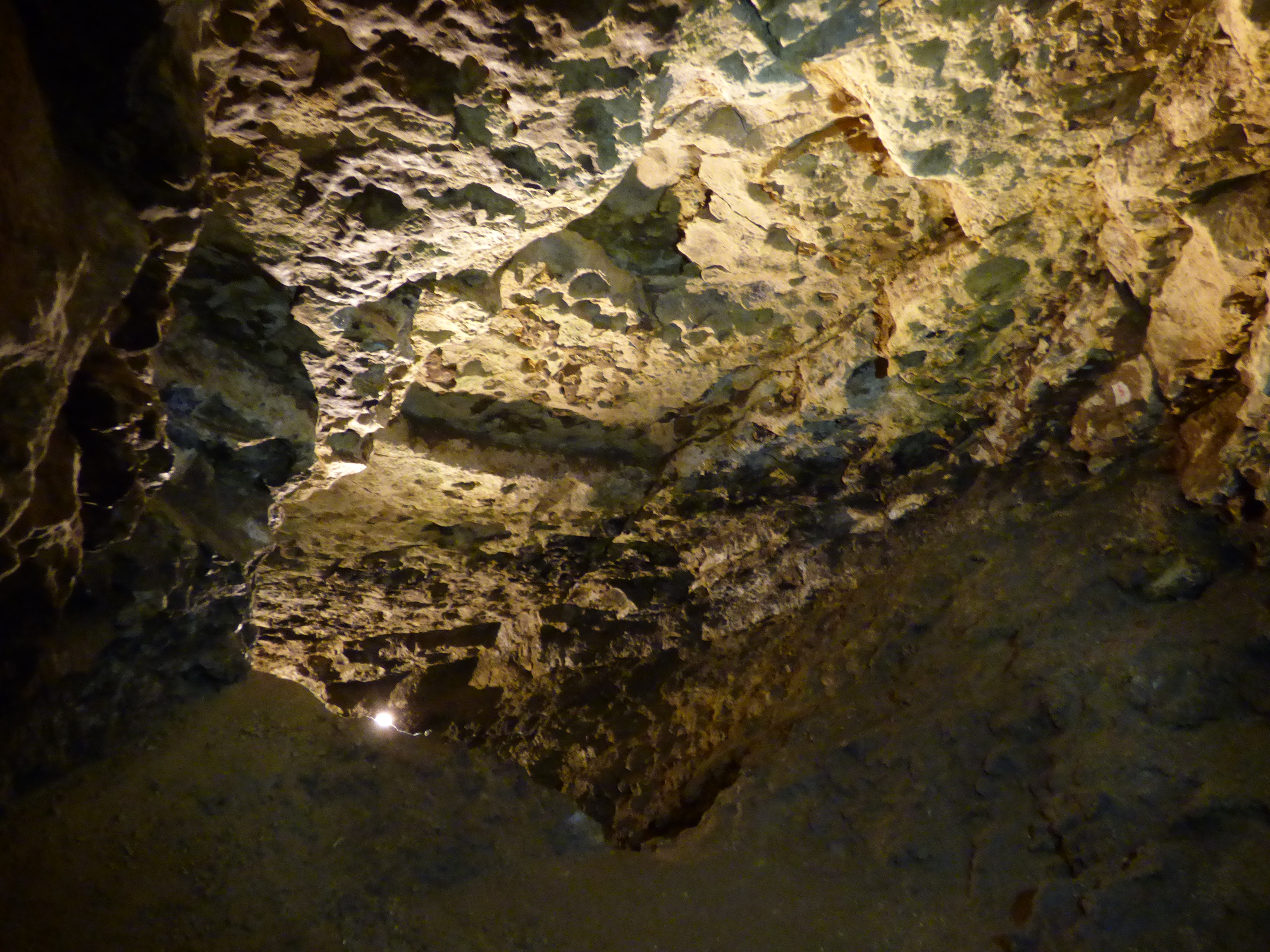
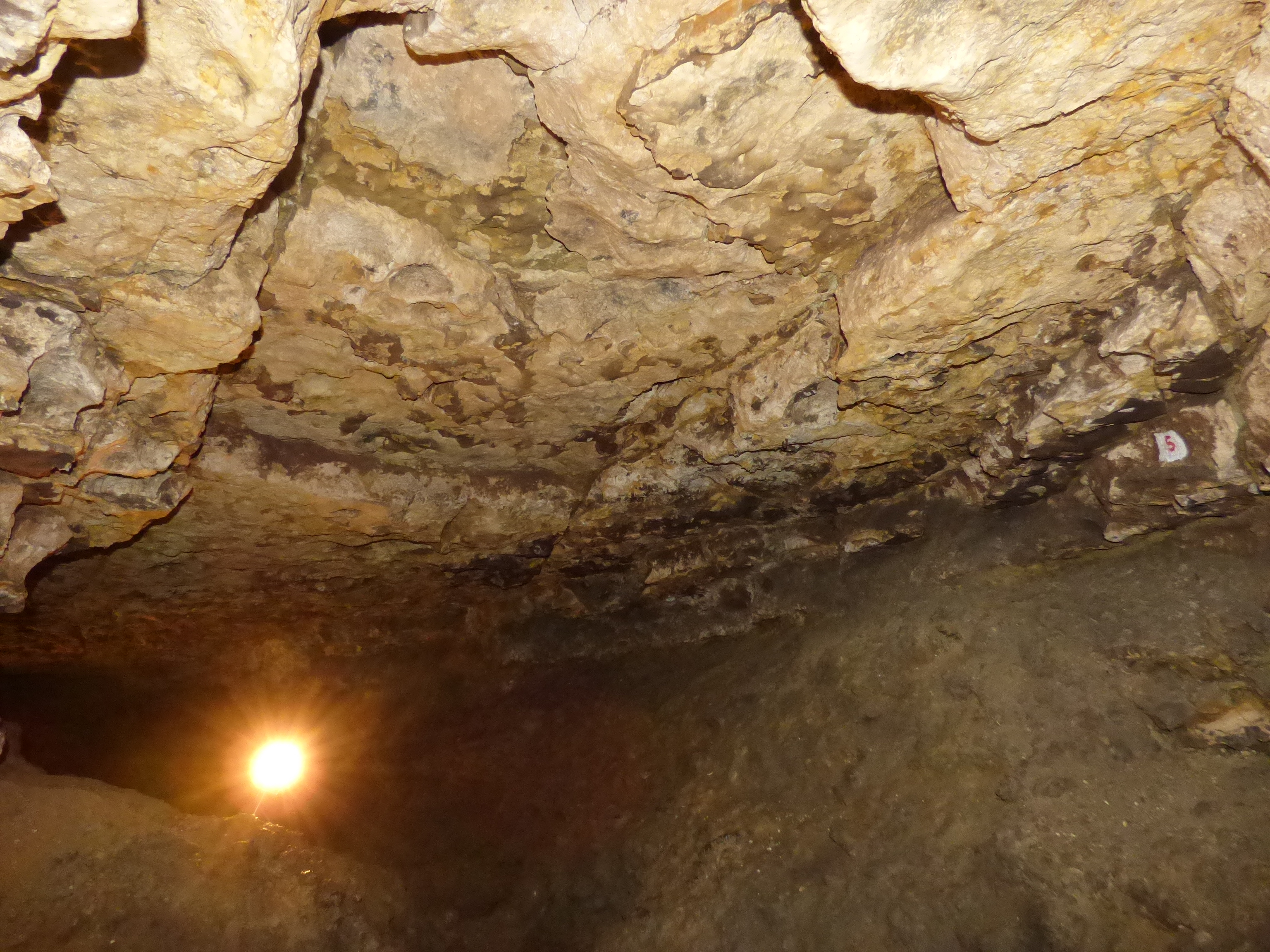
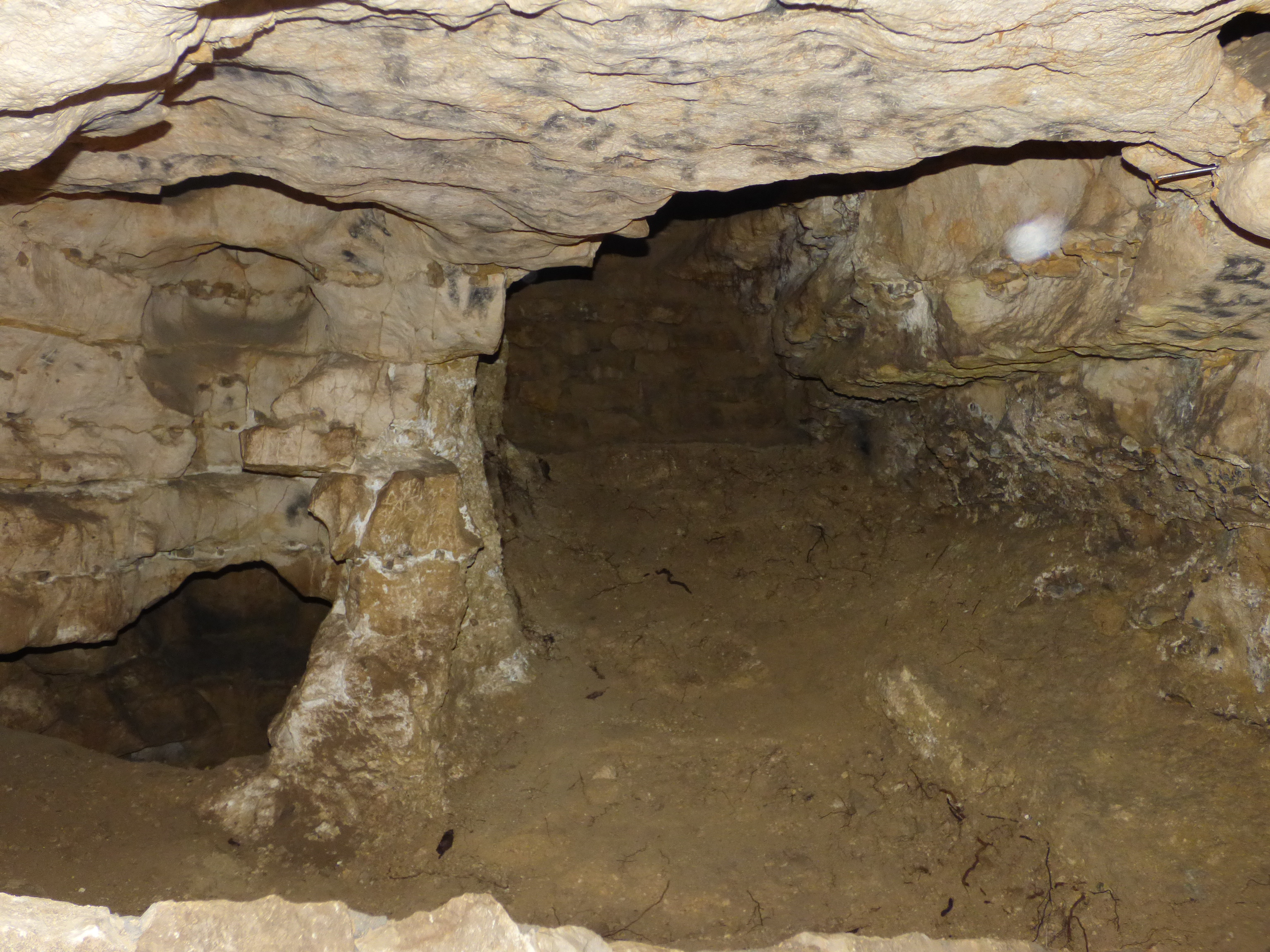
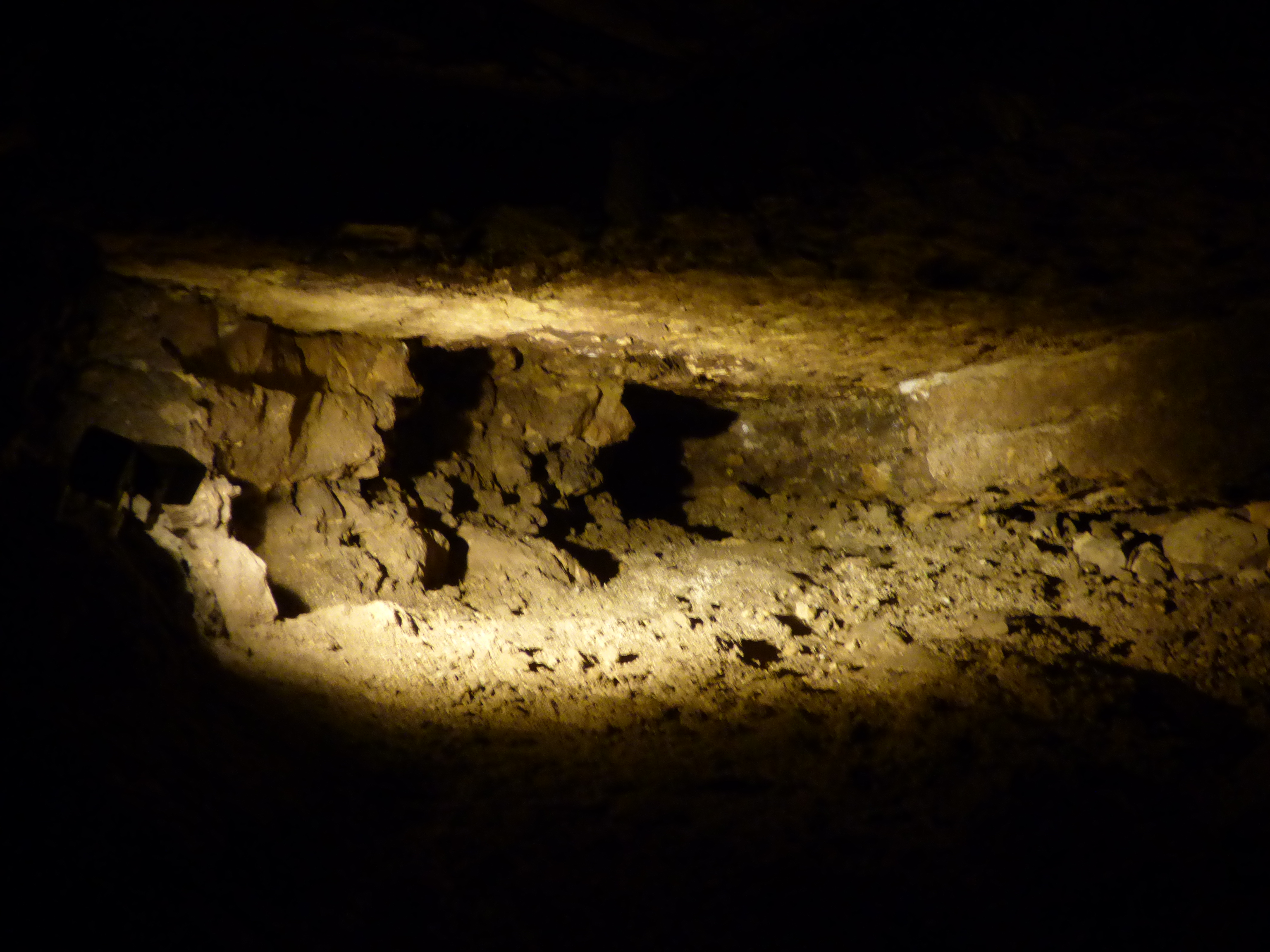

## További irodalom
- Bertalan Károly: Előzetes speleológiai szakvélemény a Lóczy-barlang idegenforgalmi hasznosításáról. Kézirat a Magyar Állami Földtani Intézet Adattárában. Budapest, 1970. 7 old.
- Cholnoky Jenő: A Balaton hidrográfiája. A Balaton tudományos tanulmányozásának eredményei. 1. köt. 2. rész. Budapest, 1918. 69–70. old.
- Cseri Rezső: Természetvédelmünk mostohagyermekei: A földtani értékek. Búvár, 1984. (39. évf.) 4. sz. 161–162. old.
- Dornyay Béla – Vigyázó János: Balaton és környéke részletes kalauza. Budapest, 1934.
- Hanusz István: A magyar haza föld- és néprajzi jellemképekben. Kecskemét, 1900. 37. old.
- Hazslinszky Tamás: Barlangtúrák 8 országban. Budapest, Sport, 1987.
- Horváth József: Sötét barlangtúra. Turista Magazin, 1987. 9. 18. old.
- Iván József szerk.: Balatonfüred környéke és a Balaton. Balatonfüred, 1935. 144 old.
- Kadić Ottokár: Az 1930. és 1931. években végzett barlangkutatásaim eredményéről. A Magyar Királyi Földtani Intézet évi jelentései az 1929–1932. évekről. 1937. 535. old. (Német nyelven 537. old.)
- Karaman, Gordan S.: One new species of family Niphargidae (Gammaridea), Niphargus forroi sp. n. from Hungary. Acta zoologica Academiae Scientiarum Hungaricae, 1986. (32. évf.) 1–2. sz. 61–72. old.
- Kádár Erzsébet: Füred barlangja. Dunántúli Napló, 1983. aug. 10. (szerda)
- Mangold Gusztáv szerk.: Balatonfüredi emlék. – Gyógy- és fürdővendégek, turisták és vikendezők számára. Budapest, Ifj. Nágel Ottó. Évszám nélkül. [1902–1904?] (6. kiad.)
- Mangold Gusztáv id.: Indítvány a balatonfüredi barlang felkutatása és esetleges feltárása tárgyában. Kézirat. Budapest, 1929. jan. 19. 3 old.
- Mészáros Gyula szerk.: Bakony, Balaton-felvidék. Budapest, 1983. 70–71. old. (A Bakony barlangjai című fejezetet, a 45–71. oldalakat Eszterhás István írta.)
- MTI: Tanulmányterv készült. Felújítják a Lóczy-barlangot. Esti Hírlap, 1977. május 24. (kedd)
- Örvös János szerk.: Balaton-felvidék. Útikalauz. Budapest, Sport, 1965. 80–81. old.
- Szekér Ernő: Akik a mai Lóczy-barlangot az utókor számára megmentették. Horizont, 1983. (11. évf.) 4. sz. 28–29. old.
- Szekér Ernő: Emléktábla-avató ünnepség Balatonfüreden. Föld és Ég, 1983. (18. évf.) 8. sz. 251. old.
- Szekér Ernő: Lóczy Lajosra emlékezve. Képes Újság, 1985. nov. 23. 23. old.
- –: A b. füredi cseppkőbarlang. Veszprém, 1882. (8. évf.) 46. sz. (november 5.) 2. old.
- –: Cseppkő-barlang Balaton-Füreden. Keszthely, 1883. (6. évf.) március 5. (10. sz.) 3. old.
- –: A barlangkutatók nagyszerű munkája. Magyar Turista Élet, 1935. június 15. (3. évf. 11. sz.) 3. old.
- –: Balaton. (Turistatérkép két lapon.) Tervezte a Magyar Királyi Honvéd Térképészeti Intézet. Mérték: 1:50 000. Budapest, 1939.
- –: Helyreállítják a balatonfüredi Lóczy-barlangot. Búvár, 1977. szeptember. 229. old.
- –: Emlékezés a balatonfüredi Lóczy-barlang felfedezőire. Napló, 1983. (39. évf.) ápr. 26. (kedd) (97. sz.)
- –: Emléktábla a felfedezőknek. Napló, 1983. (39. évf.) ápr. 21. (csütörtök) (93. sz.)
- –: Hol töltsük a hétvégét? Napló, 1985. (41. évf.) szept. 27.